# ラスムス・ラスク
ラスムス・クリスチャン・ラスク（Rasmus Christian Rask、1787年11月22日 - 1832年11月14日）はデンマークの言語学者・文献学者。1823年からコペンハーゲン大学で文学史の教授を務めた。

## 経歴
1787年、オーデンセ近郊(フュン島)のブレンディキルデ(Brændekilde)に生まれた。父は小規模農家で仕立て屋であったが、読書を好む蔵書家であった。優秀であったため、15歳の時(1801年)にオーデンセのラテン語学校に進んだ。学校では、語学に才能を示し、古ノルド語と北ゲルマン語派で唯一古風な形を保つアイスランド語に興味を持った。教師であったJ. E. サー(J. E. Suhr)からスノッリ・ストゥルルソン著『ヘイムスクリングラ』を貸し与え、翻訳版と対照して読むことで言語力を高めていった。
1808年、コペンハーゲン大学に入学。ゲルマン語派・ギリシャ語・ラテン語の子音に法則があることを見抜き、それを1818年『古代ノルド語すなわちアイスランド語の起原に関する研究』という書籍で解説した。だが、執筆に使われた母国語のデンマーク語は学会では主流でなかったため、この法則は翌年のグリムによる「グリムの法則」として名を残すことになった。
その後はイラン語派のアヴェスタ語と、インド・アーリヤ語派のヴェーダ語が同根であることを指摘したりしたが、サンスクリット語の学習のためインドに渡った後、なぜか比較言語学から身を引き、スペイン語の研究書等を執筆。1832年に結核によりコペンハーゲンで死去した。

## 研究内容・業績
インド・ヨーロッパ語族の源流を科学的に研究する比較言語学は、フランツ・ボップ、ラスムス・ラスク、そしてグリム兄弟として有名なヤーコプ・グリムの3人から始まった。この3人はウィリアム・ジョーンズがヨーロッパ諸語とサンスクリットの共通点を指摘した後に出生、研究の初出年も生没年も近似している。